# عالم جديد (فلم 2013)
عالم جديد (الكورية: 신세계) هو فيلم دراما جريمة كوري جنوبي من بطولة تشوي مين سيك، هوانغ جونغ مين، سونغ جي هيو ولي جونغ جاي. عرض الفيلم في 21 فبراير 2013 وحقق إيرادات بلغت 31.7 مليون دولار.

## روابط خارجية
- مقالات تستعمل روابط فنية بلا صلة مع ويكي بيانات